# Lavin
Lavin é uma comuna da Suíça, no Cantão Grisões, com cerca de 186 habitantes. Estende-se por uma área de 46,18 km², de densidade populacional de 4 hab/km². Confina com as seguintes comunas: Ardez, Gaschurn (AT-8), Guarda, Klosters-Serneus, Susch, Zernez.
A língua oficial nesta comuna é o Romanche.

## Idiomas
| Idiomas em Lavin |               |               |               |               |               |               |
| Idiomas          | Censo de 1980 | Censo de 1980 | Censo de 1990 | Censo de 1990 | Censo de 2000 | Censo de 2000 |
| Idiomas          | Número        | Porcentagem   | Número        | Porcentagem   | Número        | Porcentagem   |
| Romanche         | 147           | 80.77 %       | 145           | 78.80 %       | 132           | 75.86 %       |
| Alemão           | 33            | 18.13 %       | 38            | 20.65 %       | 40            | 22.99 %       |
| População        | 182           | 100 %         | 184           | 100 %         | 174           | 100 %         |